# Disher Challenge Cup
Pour les articles homonymes, voir Disher.
La Disher Challenge Cup est attribuée au vainqueur d’une course annuelle de huit bateaux à rames, sur une distance d’environ 3 milles, lors d’une régate entre trois établissements d’enseignement supérieur situés dans le territoire de la capitale australienne : 
- le Collège militaire royal de Duntroon ,
- l'Université nationale australienne, et
- l'Australian Defence Force Academy .

Les autres équipages courent sur invitation, mais ne peuvent pas remporter la Coupe. 

## Histoire
La Disher Challenge Cup a été nommée en l'honneur du capitaine HC (Clive) Disher du corps médical de l'armée australienne, qui a caressé l'équipage 1919 de la Force impériale australienne (FIA) qui a battu l'Université d'Oxford lors de la finale de l'événement inter-alliés au Henley Régate de la paix après la fin de la première guerre mondiale. 
Disher a présenté la Disher Cup à l'équipe inaugurale primée, l'Université nationale australienne, en 1971. 

À l’origine, la Coupe avait lieu entre le Collège militaire royal et l’Université nationale australienne jusqu’à la création de l’Académie des forces de défense australiennes en 1986. 

« The Disher Challenge Cup
Presented by Dr Clive Disher CBE ED

for annual competition between eight oared crews representing the Australian National University and

the Royal Military College Duntroon in memory of the AIF eight oared crew, winners of the King's Cup,

Royal Henley Peace Regatta 1919. »

## Régate de la Disher Cup
La régate de la Disher Cup se déroule sur le lac Burley Griffin, un lac artificiel au centre de Canberra, la capitale nationale de l’Australie. Le lac est à environ 10 km de long. La course initiale était de 4,8 km, de Sullivan's Creek à l'ANU à l'embouchure de la rivière Molonglo près de Duntroon. 
Le parcours a été modifié pour être plus juste et plus sûr, à 4 250 mètres, il commence à Aspen Island, passe sous le pont du Commonwealth et se termine à Yarralumla . La huitième course masculine (pour la Disher Challenge Cup) et la course féminine sont toutes deux sur le parcours de 4250 mètres . 
Les courses pour hommes et femmes à quatre cox sur 2000 mètres sont également organisées dans le cadre de la Disher Cup Regatta. 
Les autres trophées disputés lors de la régate de la Coupe Disher sont: 
- LW Nicholl Shield pour 4 hommes (présentée pour la première fois en 1989)
- Trophée Colonel Diane Harris pour 4 femmes (présenté pour la première fois en 1999)
- Coupe Anne Curtis pour 8 femmes : RMC / ADFA / ANU (présentée pour la première fois en 1993)

## Résultats
| Année | Gagné par (temps) | Deuxième (+marge) | Troisième (+marge ) | Autres équipes / Notes                                                         |
| ----- | ----------------- | ----------------- | ------------------- | ------------------------------------------------------------------------------ |
| 1971  | ANU               | RMC               | –                   |                                                                                |
| 1972  | RMC               | ANU               | –                   |                                                                                |
| 1973  | RMC               | ANU               | –                   |                                                                                |
| 1974  | RMC               | ANU               | –                   |                                                                                |
| 1978  | ANU               | RMC               | –                   |                                                                                |
| 1979  | ANU               | RMC               | –                   |                                                                                |
| 1980  | ANU               | RMC               | –                   |                                                                                |
| 1981  | ANU               | RMC               | –                   |                                                                                |
| 1982  | ANU               | RMC               | –                   |                                                                                |
| 1983  | ANU               | RMC               | –                   |                                                                                |
| 1984  | ANU               | RMC               | –                   |                                                                                |
| 1985  | ANU               | RMC               | –                   |                                                                                |
| 1986  | ANU               | RMC               | –                   |                                                                                |
| 1987  | ANU               | RMC               | –                   |                                                                                |
| 1988  | ANU               | RMC               | –                   |                                                                                |
| 1989  | ADFA              | ANU               | RMC                 |                                                                                |
| 1990  | ADFA              | ANU               | RMC                 |                                                                                |
| 1991  | ADFA              | ANU               | RMC                 |                                                                                |
| 1992  | RMC               | ADFA              | ANU                 |                                                                                |
| 1993  | ADFA              | ANU               | RMC                 |                                                                                |
| 1994  | ANU               | ADFA              | RMC                 |                                                                                |
| 1995  | ADFA              | ANU               | RMC                 |                                                                                |
| 1996  | RMC               | ?                 | ?                   | ?                                                                              |
| 1997  | ANU               | ADFA              | RMC                 |                                                                                |
| 1998  | ADFA              | ANU               | RMC                 |                                                                                |
| 1999  | ADFA              | ANU               | RMC                 |                                                                                |
| 2000  | ANU               | ADFA              | RMC                 |                                                                                |
| 2001  | ANU               | ADFA              | RMC                 |                                                                                |
| 2002  | ANU               | RMC               | ADFA                |                                                                                |
| 2003  | ANU               | UC                | ADFA                | RMC a couru mais n’a pas placé                                                 |
| 2004  | UC                | ADFA              | RMC                 | ANU (Départ raté)                                                              |
| 2005  | UC                | ANU               | ADFA                | RMC a couru mais n’a pas placé                                                 |
| 2006  | ADFA              | ANU               | RMC                 | La course a été affectée par des vents violents (14 octobre), limitée à 2000 m |
| 2007  | ANU               | ADFA              | RMC                 |                                                                                |
| 2008  | ANU               | ADFA              | RMC                 |                                                                                |
| 2009  | ANU (14:22)       | ADFA (+32.53)     | RMC (+147.07)       |                                                                                |
| 2010  | ANU               | ADFA              | RMC                 |                                                                                |
| 2011  | ANU               | ADFA              | –                   |                                                                                |
| 2012  | ADFA              | ANU               | RMC                 |                                                                                |
| 2013  | ANU               | ADFA              | RMC                 |                                                                                |
| 2014  | ANU               | ADFA (+18.52)     | RMC (+62.22)        | Couru depuis Kingston Foreshore vers Regatta Point                             |

| Année | Gagné par (temps) | Deuxième (+ marge) | Troisième (+ marge) | Autres équipages / Notes |
| ----- | ----------------- | ------------------ | ------------------- | ------------------------ |
| 2013  | ANU               | ?                  | ?                   |                          |
| 2014  | ADFA              | ANU (+ 7.44)       | CMR (+29,63)        |                          |

| Année | Gagné par (temps) | Deuxième (+ marge) | Troisième (+ marge) | Autres équipages / Notes |
| ----- | ----------------- | ------------------ | ------------------- | ------------------------ |
| 2013  | ADFA              | ?                  | ?                   |                          |

| Année | Gagné par (temps) | Deuxième (+ marge) | Troisième (+ marge) | Autres équipages / Notes |
| ----- | ----------------- | ------------------ | ------------------- | ------------------------ |
| 2013  | ANU               | ?                  | ?                   |                          |

| Année | Gagné par (temps) | Deuxième (+ marge) | Troisième (+ marge) | Autres équipages / Notes |
| ----- | ----------------- | ------------------ | ------------------- | ------------------------ |
| 2013  | ANU               | ?                  | ?                   |                          |

| Année | Gagné par (temps) | Deuxième (+ marge) | Troisième (+ marge) | Autres équipages / Notes |
| ----- | ----------------- | ------------------ | ------------------- | ------------------------ |
| 2013  | ANU               | ?                  | ?                   |                          |